# Metachroma viticola
Metachroma viticola är en skalbaggsart som beskrevs av Linell 1898. Metachroma viticola ingår i släktet Metachroma och familjen bladbaggar. Inga underarter finns listade i Catalogue of Life.